# Palanca (Bacău)
Palanca est une commune du județ de Bacău en Roumanie.

## Démographie

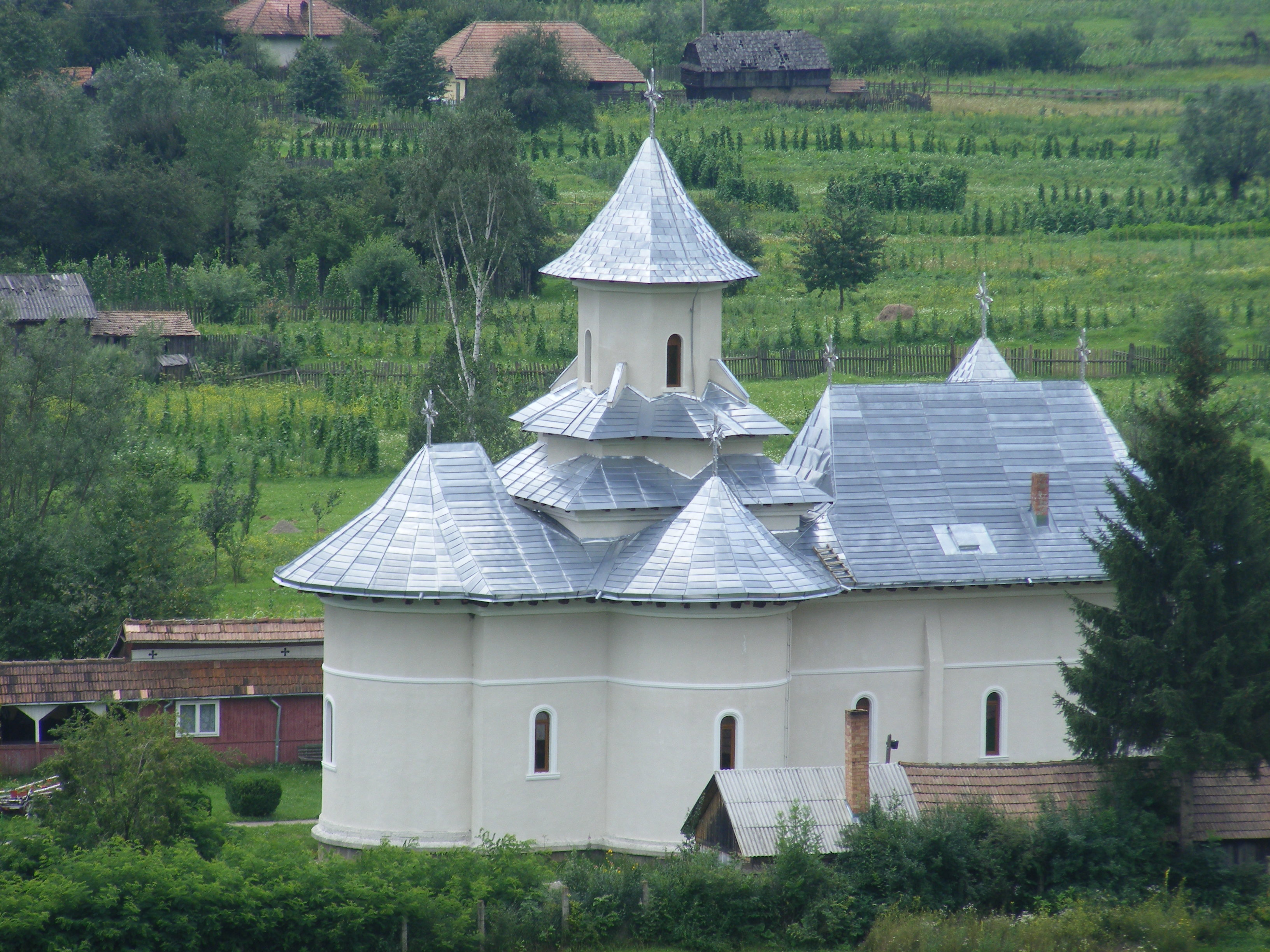
L'église orthodoxe de Palanca.

Composition ethnique de la commune de Palanca :
- Roumains (96,89 %)
- Inconnus (2,41 %)
- Autres ethnies (0,69 %)

Composition confessionnelle de la commune de Palanca :
- Orthodoxes (58,02 %)
- Catholiques romains (39,1 %)
- Inconnus (2,41 %)
- Autres religions (0,45 %)

Recensement de 2011.

## Politique et administration
Parti et nombre de conseillers :	
- Parti Social Démocrate : 9
- Parti National Libéral : 3
- Parti du Mouvement Populaire : 1